# Ivanhoe (Minnesota)
Pour les articles homonymes, voir Ivanhoe.
La ville américaine d’Ivanhoe est le siège du comté de Lincoln, dans l’État du Minnesota. Lors du recensement de 2010, sa population s’élevait à 559 habitants. C’est le siège de comté le moins peuplé de l’État.

## Histoire
Ivanhoe est le siège du comté depuis 1904.

## Source
- (en) Cet article est partiellement ou en totalité issu de l’article de Wikipédia en anglais intitulé « Ivanhoe, Minnesota » (voir la liste des auteurs).